# Sensibilité électromagnétique
Pour les articles homonymes, voir EHS et HSE.
La sensibilité électromagnétique (ou syndrome HSE, pour hyper-sensibilité électromagnétique) fait référence à des symptômes fonctionnels divers non spécifiques, chez l'être humain, attribués par les sujets à une exposition à des champs électromagnétiques (CEM) ou à des ondes électromagnétiques, sans preuves cliniques ni biologiques.
On parle aussi parfois d'« intolérance environnementale idiopathique attribuée aux champs électromagnétiques » (IEI-CEM, formulation recommandée par l'organisation mondiale de la santé, OMS), d'électro-sensibilité, d'électro-hypersensibilité, ou de « syndrome d'intolérance aux champs électro-magnétiques » (SICEM). Les personnes qui déclarent souffrir d'hypersensibilité électromagnétique affirment réagir à des intensités bien inférieures aux seuils au-delà desquels sont censés se manifester les effets thermiques connus des champs électromagnétiques sur le corps, seuils qui sont pris en compte dans la définition des normes d'exposition du public.
Les symptômes idiopathiques sont reconnus comme réels par l'OMS depuis le Colloque de Prague (en octobre 2004) sur l'Électro-Hypersensibilité. Cela veut dire qu'il existe une reconnaissance d'un mal-être de personnes qui se disent être sensibles et l'existence d'un trouble lié aux ondes elles-mêmes n'est pas reconnu. L'OMS indique que ces symptômes peuvent parfois être dus à des maladies psychiatriques préexistantes, « ainsi qu'à des réactions de stress résultant de la crainte inspirée par les éventuels effets sur la santé des CEM, plutôt que de l'exposition aux CEM elle-même », ce qui serait alors une phobie (électrophobie ou électromagnétophobie).
Ce syndrome est à distinguer des effets biologiques des champs électromagnétiques sur l'être humain, en particulier les champs statiques d'extrêmement basse fréquence dont le caractère possiblement cancérogène est reconnu en cas d'exposition de long terme,.
Les expérimentations en double aveugle montrent que les personnes étudiées ne distinguent pas si elles sont ou non réellement exposées à un champ électromagnétique (CEM) ambiant (ou à un smartphone actif) durant l'expérimentation. Ceci suggère que l'effet nocebo joue un rôle important, sans permettre d'écarter d'autres hypothèses (liées à des effets cumulatifs d'exposition chronique par exemple).
Les personnes qui rapportent des symptômes moins sévères évitent certaines sources de champs électromagnétiques. Dans les cas très sévères, les personnes sont si affectées par ce symptôme qu'elles s'isolent, quittent leur travail et changent leur mode de vie.

## Histoire
Un syndrome pathologique sur l'homme, a été signalé initialement par le médecin allemand Erwin Schliephake (de) en 1932, et décrit comme influencé par les onde hertziennes libres se trouvant dans le champ de rayonnement des émetteurs à ondes courtes, ressentie par les personnes qui ont dû travailler pendant une longue période à proximité de tels émetteurs sans disposer de moyens de protection suffisants. Les phénomènes sont comparés à ceux de la neurasthénie : forte langueur le jour, mais sommeil agité la nuit, d'abord une sensation particulière de tiraillement au niveau du front et du cuir chevelu, puis des maux de tête qui augmentent de plus en plus jusqu'à devenir intolérables, associés à une tendance à l'humeur dépressive et à l'agitation,.
De telles observations auraient été reproduites par des chercheurs russes dans les années 1950,.
L'expression « sensibilité électromagnétique » a été proposée pour la première fois en 1991 par William Rea,.
Ces observations ont été mises en relation avec les symptômes suspectés d'être liés à la sensibilité aux champs magnétiques de haute fréquence en 2006,.

## Description

### Symptômes
Les symptômes les plus fréquemment cités sont la fatigue, suivie de problèmes dermatologiques au visage, de sensations de lourdeur dans la tête, d'irritation des yeux, de nez bouché ou encombré, de maux de tête, de difficultés de concentration,. D'autres auteurs décrivent en ordre décroissant des troubles du sommeil, des maux de tête, de la nervosité/angoisse, de la fatigue, des difficultés de concentration, des acouphènes, des vertiges, des douleurs dans les membres.
Ces auteurs n'observent pas de différences entre les symptômes cités par les hommes et les femmes.
L'OMS reconnait les symptômes décrits comme réels, sans toutefois qu'un lien de causalité avec l'exposition aux champs et ondes électromagnétiques ne soit établi. L'OMS recommande donc le terme d'intolérance environnementale idiopathique attribuée aux champs électriques IEI-CEM, celui-ci étant d'étiologie neutre,. Les effets thermiques des champs électromagnétiques sur le corps, et les seuils au-delà desquels ils sont censés se manifester, sont connus (ces limites sont ainsi prises en compte dans la définition des normes d'exposition du public établies par l'ICNIRP). 
Selon l’OMS, l’hypersensibilité électromagnétique « est caractérisée par divers symptômes que les individus touchés attribuent à l'exposition aux champs électro-magnétiques. Parmi les symptômes les plus fréquemment présentés, on peut mentionner des symptômes dermatologiques (rougeurs, picotements et sensations de brûlure), des symptômes neurasthéniques et végétatifs (fatigue, lassitude, difficultés de concentration, étourdissements, nausées, palpitations cardiaques et troubles digestifs). Cet ensemble de symptômes ne fait partie d'aucun syndrome reconnu. »
Les personnes se disant hypersensibles aux champs électromagnétiques estiment réagir à des effets non-thermiques, et à des intensités bien inférieures aux normes. Les symptômes rapportés sont variés et non-spécifiques (ils ne désignent pas un syndrome connu), pouvant parfois s'apparenter à d'autres troubles ou maladies.
Selon les experts, les symptômes de l’électrosensibilité sont peu spécifiques et non expliqués par un examen clinique (tel que la perception d'ondes par les personnes concernées), c'est-à-dire que les spécialistes ne sont pas certains que les symptômes subis par les patients soient réellement dus aux ondes électromagnétiques.
Pour les personnes se jugeant électrosensibles, les symptômes passagers peuvent évoluer vers la chronicité et présenter des conséquences diverses, :
- souffrances physiques (impression de décharges électriques dans le corps, de fourmillements, oreilles qui chauffent, sensation cuisante dans la zone temporale, sensation de « pression dans le crâne », nausées, gorge « serrée », maux de tête…) ;
- psychologiques (anxiété, état dépressif) ;
- asthénie (fatigue), perte d'appétit, insomnie, douleurs musculaires, malaises ;
- troubles digestifs, dérèglement hormonal, baisse de l'immunité (état grippal) ;
- problèmes dermatologiques : rougeurs, gonflement de la peau, démangeaisons, irritation oculaire, sécheresse de la partie supérieure de la trachée ;
- dyspnées, troubles du rythme cardiaque (palpitations), problèmes vasculaires (hypertension, sensations de froid ou de bouffée de chaleur), épistaxis ;
- dystonie musculaire (contractions involontaires), craquements articulaires, sensation de « crispation » au niveau mastoïdien ou maxillo-mandibulaire, bruxisme ;
- sensibilité aux odeurs, troubles visuels, baisse auditive (acouphènes), hyperacousie (augmentation de la sensibilité aux bruits)[sp 7] ;
- maladresse, difficulté de langage et de raisonnement, troubles de l'attention et de la mémorisation à court terme, aboulie ;
- perturbation de la vie affective, apathie, isolement social, irritabilité.

### Isolement social
Les symptômes entrainent des comportements d'évitement à la suite de la mise en cause d'une source ondulatoire avec organisation de la vie du patient autour de ce problème pouvant aller jusqu'au déménagements au profit de zones non exposées aux influences de téléphones portables et lignes de distribution de courant électrique.
Certain électrosensibles changent de mode de vie pour vivre dans des lieux reculés avec peu d'ondes comme une forêt ou une zone blanche. Il y a par exemple 36 personnes EHS qui ont déménagé à West Virginia’s Radio Quiet Zone aux États-Unis où il n'y a pas d'ondes pour les expériences sans ondes radio,.
L'incompréhension de l'entourage professionnel ou familial et la non reconnaissance du monde médical peuvent parfois aggraver l'isolement du sujet affirmant une intolérance aux champs électromagnétiques. Plusieurs auteurs parlent d'un cercle vicieux où symptômes, associations de ces derniers à une (des) source(s) suspectée(s) et anxiété liée à l'évitement se succèdent, s'amplifient et s’auto-entretiennent,. La souffrance liées à ces symptômes est peu comprise et mal prise en charge.

### Dispositifs concernés
Les principales installations et objets du quotidien accusés de provoquer ces symptômes sont :
- les antennes relais
- les réseaux WiFi et Bluetooth
- les téléphones fixes et les smartphones
- les compteurs Linky, les micro-ondes, les plaques à induction
- les consoles de jeux-vidéo
- les chargeurs sans-fil[16]

Plusieurs de ces objets émettent à des puissances infimes ou dans des longueurs d'onde extrêmement variables.
La présence d'éléments métalliques en contact régulier avec le corps est perçue comme pouvant favoriser la manifestation des symptomes comme par exemple : amalgames dentaires, implant dentaire en titane, implant chirurgical métal, monture de lunettes, boucles d'oreilles, boucles d’induction, prothèses auditives, stimulateur cardiaque. [réf. souhaitée]

## Prévalence
Les estimations de prévalence de l’électro-sensibilité dans la population varient, de quelques individus par million, à des taux autour de 10 %. Pour l'OMS, environ 10 % des cas signalés d’électro-sensibilité ont été considérés comme graves.
Une étude européenne décrivait davantage de cas en Suède, au Danemark et en Allemagne et moins de cas en France, en Autriche et au Royaume-Uni (gradient Nord-Sud). Dans cette même étude, les sources d'exposition étaient intérieures (ex. : écrans d'ordinateur) dans les pays scandinaves et extérieures (ex. : lignes à haute tension et antenne GSM) dans d'autres régions.
En France, l'électrosensibilité est reconnue comme une réelle pathologie en 2009, en Suède, en Allemagne, en Angleterre, et dans certains États des États-Unis la maladie est reconnue et traitée.
Selon les études scientifiques de l'Anses, environ 5 % de la population française se dirait électrosensible en 2018.
En 2013, une étude par téléphone à Taiwan a conclu que le taux de personnes électrosensibles était sur le déclin dans le pays, malgré l'augmentation d'appareils électroniques et connectés. Le taux est passé de 13.3 % en 2007 à 4,6 % en 2013. L'étude se réfère également à un déclin observé aux Pays-Bas (de 7 % en 2009 à 3,5% en 2011) et en Allemagne (de 10% en 2009 à 7 % en 2013).
Les femmes sont plus nombreuses à déclarer une électrosensibilité que les hommes. Une étude menée par Sébastien Point pointe le fait que la prévalence à la sensibilité éléctromagnétique est similaire à la prévalence des phobies, et que le ratio par genre est le même que pour les phobies (deux femmes phobiques ou électrosensibles pour un homme phobique ou électrosensible). Selon lui, c'est un élément de preuve supplémentaire quant à l'origine psychologique de l'électrosensibilité, comme nouvelle phobie ,. En 2020 en France, ils touchent des femmes dans environ les deux tiers des cas.[réf. nécessaire]

## Mécanismes avérés et prétendus
L'Académie de médecine rappelle de son côté que « l’innocuité des ondes de radiofréquence dans les conditions règlementaires de leur utilisation est reconnue par la communauté scientifique ».
En raison de personnes déclarant être électrosensibles, des études étiologiques ont été menées pour rechercher les causes de cette maladie. En particulier, des études en double aveugle ont été réalisées et n'ont pas pu démontrer que les champs électromagnétiques étaient à l’origine des symptômes constatés.
Des fausses expositions à un champ électromagnétique ont été suffisantes pour déclencher des symptômes graves chez certains participants,.
L’Organisation mondiale de la santé (OMS) considère qu'il n'existe ni critères diagnostiques clairs pour ce problème sanitaire, ni base scientifique permettant de relier les symptômes de l'hypersensibilité électromagnétique à une exposition aux champs électromagnétiques. Selon l'OMS, « il existe aussi certains éléments indiquant que ces symptômes peuvent être dus à des maladies psychiatriques préexistantes, ainsi qu'à des réactions de stress résultant de la crainte inspirée par les éventuels effets sur la santé des CEM, plutôt que de l'exposition aux CEM elle-même ».
Le concept d'exposition socio-cognitive a notamment été avancé pour prendre en compte les éventuels effets d'une exposition chronique des populations à des informations préoccupantes quand diverses conséquences sanitaires des radiofréquences sont évoquées ou décrites,.

### Résultats des recherches scientifiques
En 2005, une étude « exhaustive » de la littérature scientifique menée par l'équipe d'un chercheur en psychiatrie anglais a analysé les résultats de trente et une expériences qui testaient si les champs électromagnétiques causaient l’électrosensibilité. Chaque expérience exposait en laboratoire des personnes qui se déclaraient atteintes d’électrosensibilité à des champs électriques ou magnétiques, fictifs ou réels, à de multiples fréquences, dans des études en double aveugle (le sujet et l’agent expérimentateur à ses côtés ne savent pas si le champ est fictif ou réel. Le sujet doit déterminer s'il a été exposé (détection du champ) et rapporter d'éventuels symptômes, il est parfois soumis également à différents tests de mémoire et d'attention). Sur les trente et une études, vingt-quatre ne trouvaient aucune association entre exposition et symptômes ; sept en trouvaient mais, sur ces sept études positives, deux n'ont pas pu être reproduites même par leurs auteurs initiaux, trois ont des biais méthodologiques importants, et les deux dernières présentaient des résultats contradictoires. Les personnes se jugeant hypersensibles seraient incapables de distinguer une exposition aux champs électromagnétiques réels d'une exposition simulée,,.
La conclusion des auteurs était que :

« les symptômes décrits par les personnes souffrant d'« électro-hypersensibilité » peuvent être sévères et parfois handicapants. Cependant, il s’est avéré difficile de montrer dans des études en aveugle que l’exposition à des champs magnétiques pouvait déclencher ces symptômes. Ceci suggère que l’électro-hypersensibilité serait sans rapport avec la présence de champs électromagnétiques, bien que des recherches supplémentaires sur ce phénomène soient nécessaires. »

D'autres études montrant que les personnes qui se déclarent atteintes de sensibilité électromagnétique sont incapables de détecter la présence de champs électromagnétiques et la probabilité qu’elles ressentent des symptômes de maladie est la même en présence d’une exposition fictive ou d’une exposition réelle,,,.
Si ces conclusions ont fait l'objet de critiques, c'est en dehors du cadre scientifique, sans le contrôle de comités de lecture,.
Un rapport de 2005 de l’Agence de protection sanitaire (en) du Royaume-Uni concluait que l’électrosensibilité devait être prise en considération par d’autres voies que son étiologie : les souffrances sont réelles, même si les causes de ces souffrances ne sont pas définies. Selon le groupe d'experts de la Commission européenne (Bergqvist et al. 1997) et le groupe de travail de l’OMS, le terme « électrosensibilité » n'implique pas une relation entre les champs électromagnétiques et des symptômes sanitaires.
En 2014, concernant la détection de courants faibles, Kent Chamberlin et ses collègues (Université du New Hampshire) montrent que les courants circulant entre le corps humain (d'une personne couchée sur un tissu recouvrant un matériau conducteur électriquement relié au sol) et la Terre sont très faibles (ils se mesurent en nanoampères), et donc bien en deçà des seuils de perception humaine. Ce seuil de perception est en moyenne d'environ 500 microA mais on a montré en 2007, qu'il existe une très forte variation interindividuelle (de deux ordres de grandeur) et selon l'âge et le sexe (les femmes et jeunes enfants détectent plus facilement un faible courant électrique expérimentalement appliqué au moyen d'électrodes). Concernant l'intensité du courant d'électrons naturellement échangé entre le corps humain et le sol, il est démontré qu'elle est corrélée avec les mouvements physiques du sujet (un témoin lors des expériences était un mannequin de taille humaine, recouvert d'une feuille conductrice d'aluminium).
L'ANSES ne rejette pas d'autres causes, compte tenu des limites méthodologiques des études de provocation.
L'hypothèse selon laquelle les électrosensibles auraient une plus grande réactivité du système nerveux central (Wang et al. 1994 ; Sandström, 1997 ; Lyskov et al. 2001) est également à suivre. Il s'agirait d'une prédisposition physiologique qui entraînerait une sensibilité plus grande aux facteurs environnementaux de stress.
Des recherches sont encore nécessaires, pour mieux comprendre les causes et d'autres aspects de la symptomatologie, et pour tester l'efficacité des méthodes thérapeutiques destinées à aider les personnes se plaignant d'électrosensibilité.

### Détournements des résultats scientifiques et allégations

#### Rapport bio-initiative
Le « rapport Bio-initiative » publié en 2007 passe en revue plus de 1 500 publications internationales qui prétendent apporter des preuves scientifiques concernant les effets sanitaires (stress cellulaire, génotoxicité, risques de tumeurs au cerveau ou de leucémies) des champs électromagnétiques ; il estime que les normes sont inadaptées et définit des valeurs-seuil qui protégeraient mieux la santé.

Toutefois, l’analyse faite par diverses institutions sur ce rapport (réseau EMF-Net, dont fait notamment partie la Federation of French Electrical Electronic & Communication Industries, programme européen de recherche et de développement technologique, le Danish National Board of Health, l’Office fédéral allemand de radioprotection, le Conseil de Santé des Pays-Bas) en réfute la qualité. Le rapport d’octobre 2009 de l’Agence française de sécurité sanitaire de l’environnement et du travail (Afsset) en analyse ainsi le contenu : 

« Les différents chapitres du rapport sont de rédaction et de qualité inégales. Certains articles ne présentent pas les données scientifiques disponibles de manière équilibrée, n’analysent pas la qualité des articles cités ou reflètent les opinions ou convictions personnelles de leurs auteurs (…), il revêt des conflits d’intérêts dans plusieurs chapitres, ne correspond pas à une expertise collective et est écrit sur un registre militant. »

Ce rapport très médiatisé est à l’origine de quelques décisions judiciaires, contre lesquelles l’Académie de médecine française s'est insurgée en mars 2009,.
La Bioelectromagnetics Society n’approuve pas non plus cette étude. Pourtant, les membres organisateurs et trois des signataires de ce rapport en sont membres. Selon elle, « des recherches par des spécialistes de physique théorique suggèrent que l’exposition [à des champs de radiofréquence non-thermiques] ne provoquera rien d’autre sur les êtres vivants, que, s'ils sont suffisamment puissants, une élévation locale de la température. Mais les physiciens ne savent pas tout, aussi on se tourne vers les biologistes et on s'aperçoit que les bases de données ne contiennent aucune démonstration scientifiquement reproductible d’un effet néfaste sur la santé après 50 ou 60 ans de recherche scientifique. » L'Académie de médecine dénonce aussi l'apparence de sérieux scientifique et le conflit d'intérêts d'une des coauteurs, Cindy Sage, propriétaire d'un cabinet homonyme proposant « des solutions pour « caractériser ou atténuer » les impacts des champs électromagnétiques », ce qui suggère un cas de disease mongering (exagération d'un risque sanitaire dans un but mercantile).
Un contributeur de l'Agence européenne pour l'environnement, David Gee, a participé au rapport Bioinitiative avec un chapitre tiré de l'étude de l'agence : « Signaux précoces et leçons tardives : le principe de précaution 1896–2000 » publié en 2002.

#### Association Recherche Thérapeutique Anti-Cancéreuse
Le professeur d'oncologie Dominique Belpomme est le président de ARTAC, Association recherche thérapeutique anti-cancéreuse. Celui ci a ouvert une consultation destinée aux patients atteints du syndrome d'intolérance aux champs électromagnétiques. Il prétend avoir mis au point une méthode de diagnostic par l'intermédiaire d'analyses sanguines et urinaires ainsi que d'un scanner cérébral soit un échodoppler pulsé centimétrique.
En 2007, l'ARTAC affirme dans un document, réédité en 2010, que « contrairement à ce que certains médecins ou scientifiques, en étroite relation avec les opérateurs téléphoniques affirment sans preuve, il ne s’agit pas de simulateurs ou de malades psychiatriques. » L'ARTAC a en effet trouvé des anomalies dans des analyses sanguines et les scanners cérébraux effectuées sur des personnes se déclarant intolérantes aux ondes. Cependant cela ne démontre pas qu'il existe un lien de cause à effet, mais simplement que les personnes affirmant souffrir de sensibilité électromagnétique présentent les anomalies présentées dans ce document : l'ARTAC n'inclut aucun protocole permettant d'écarter un simple effet nocebo. Par ailleurs, le traitement proposé par le professeur Belpomme consiste à administrer des « antagonistes des récepteurs de l'histamine » pour « fermer la barrière électro-encéphalique », une stimulation de la « régénération des astrocytes (des cellules cérébrales) qui ont été détruites par les champs électromagnétiques » et « des tonifiants du système nerveux ». « Un jargon scientifique, qui peut impressionner, pour une sorte de “démagnétisation des temps modernes” » commente la revue Science et pseudo-sciences, qui émet des doutes sur le respect du professeur Belpomme pour le code de la déontologie médicale.
En 2018, il est poursuivi par l'Ordre des Médecins pour « manquement à la déontologie », en délivrant des certificats d'électrosensibilité non individualisés (stéréotypés avec seulement le nom du patient changé), et en déterminant le diagnostic à partir de méthodes non validées scientifiquement comme un EncéphaloSCAN, ou tomosphygmographie cérébrale ultrasonore.

#### Champs électromagnétiques et multiplication des organismes pathogènes
Les micro-ondes millimétriques favoriseraient la croissance des levures. Cette hypothèse est à la base d'une tentative de corrélation entre les symptômes de l'électro-sensibilité et une exposition aux mycètes et à leur toxines.

## Traitement

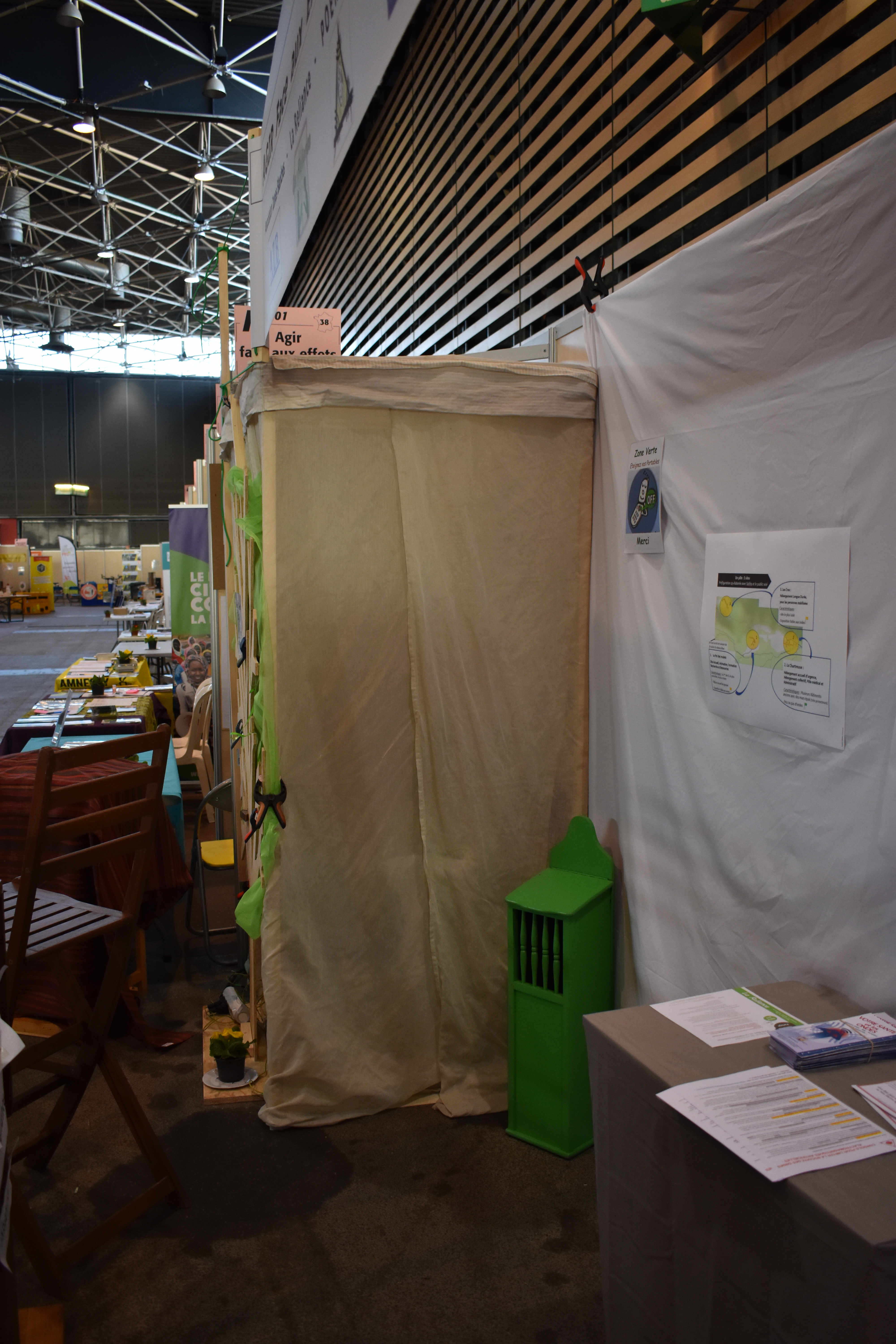
Une tente anti-ondes, agissant comme cage de Faraday, permet de créer une zone blanche partielle pour réduire l’exposition.

### Diagnostic différentiel
La première étape consiste, par un diagnostic différentiel, à vérifier l'absence d'une autre pathologie médicale pouvant expliquer les symptômes. À partir de l'identification des conditions médicales, psychosociales et environnementales de la personne électrosensible, une prise en charge individualisée, multidisciplinaire et globale est recommandée.
Il est notamment mentionné les points suivants [réf. souhaitée]
- phobie
- attaque de panique
- psychosomatique
- syndrome de fatigue chronique
- allergie

### Psychothérapeutique
Le choix d'une thérapie doit être individualisé. De nombreuses techniques thérapeutiques ont fait l'objet de publications et parmi celles-ci, les thérapies cognitivo-comportementales s'avèrent relativement efficaces,,.
Le pronostic est meilleur lorsque la prise en charge est réalisée précocement et lorsque les symptômes sont associés au travail avec un écran d'ordinateur.

### Aide matérielle
En 2012, des chercheurs du Centre technique du papier associés à l'Institut polytechnique de Grenoble développent un papier peint fait de motifs imprimés avec une encre conductrice, capable de bloquer les ondes Wi-Fi et GSM,.

## Société

### Justice
En 2010, un opérateur de télécommunication en Afrique du sud révèle dans une réunion publique que la tour accusée de symptômes HSE était en réalité éteinte depuis 6 semaines, ce qui rendait la tour de télécommunication une cause improbable pour les maux accusés.
La Suède reconnaît l'électrohypersensibilité comme un handicap fonctionnel qui implique que l'environnement est le responsable (voir Maladie environnementale). Le point de vue suédois offre aux personnes atteintes de cette déficience une protection juridique, il leur donne le droit d'obtenir des mesures d'accessibilité gratuites, ainsi que des subventions gouvernementales et un soutien économique de la municipalité, ainsi que des médiateurs spéciaux au niveau de la municipalité, de l'UE et de l'ONU.
Les tentatives de judiciarisation de la problématique des effets des champs électromagnétiques sont cependant dénoncées par des experts scientifiques,.
En 2018, un tribunal des affaires de sécurité sociale reconnaît l’électrosensibilité comme la cause d’un accident du travail.
Enedis subit régulièrement des attaques en justice sur ce thème depuis 2015 avec le lancement des compteurs communicants Linky. Une large majorité sont déboutées faute de justification médicale solide avec 108 demandes rejetées au tribunal de Tours ou 430 rejetés à Nanterre. Bien que certains cas soient acceptés par ces mêmes tribunaux en privilégiant le mal-être du plaignant avec 13 cas acceptés par le tribunal de Tours,.

### Culture populaire
- Dans la série américaine Better Call Saul, le personnage de Chuck McGill souffre d'une forme sévère de sensibilité électromagnétique[58].
- Dans Schproum[59], sous-titré « Roman avorté et récit de mon mal » (2013), Jean-Yves Cendrey décrit la découverte de son électrosensibilité et ses conséquences[60],[61],[62].
- Le documentaire Electric Malady (2022), suit la vie d'un homme suédois avec une sensibilité électromagnétique[63].
- Dans la série télévisée belge Invisible, une personne sensible aux ondes électro-magnétiques va devoir comprendre pourquoi des personnes deviennent invisibles et disparaissent mystérieusement.

### Sources secondaires, méta-analyses, rapports
1. ↑  « Définition de l'Anses et de l'OMS » [PDF], sur Agence nationale de sécurité sanitaire de l'alimentation, de l'environnement et du travail.
2. ↑  (en) « Establishing a dialogue on risks from electromagnetic fields », sur who.int (consulté le 27 juin 2021).
3. ↑  Champs électromagnétiques extrêmement basses fréquences | Anses.
4. 1 2 3 4 5 6 7  Champs électromagnétiques et santé publique, OMS, décembre 2005.
5. 1 2 3  (en-GB) « Electromagnetic Hypersensitivity - An issue of today’s Internet of Things », sur Justis, 18 mai 2018 (consulté le 24 juin 2021).
6. ↑  (en) Joachim Schüz, Rune Jacobsen, Jørgen H. Olsen, John D. Boice (en), Joseph K. McLaughlin, Christoffer Johansen, « Cellular Telephone Use and Cancer Risk : Update of a Nationwide Danish Cohort », Journal of the National Cancer Institute, vol. 98, no 23,‎ 12 juin 2006, p. 1707-1713 (ISSN 0027-8874 et 1460-2105, PMID 17148772, DOI 10.1093/jnci/djj464, lire en ligne, consulté le 25 décembre 2012).
7. ↑  Depuis 2005, aucun auteur n’a contesté la réalité du vécu des personnes qui attribuent leurs problèmes de santé à une exposition à des ondes radiofréquences. Mais, aucun n’a apporté la preuve d’une relation de causalité entre cette exposition et l’électrohypersensibilité (expertise collective 2009 de l’AFSSET sur les radiofréquences, page 308).
8. ↑  « Champs électromagnétiques (CEM) », sur who.int.
9. ↑  Olivier Monod, « L’électrosensibilité est-elle une maladie imaginaire ? », sur Libération.fr, 20 septembre 2018 (consulté le 16 novembre 2019).
10. ↑  « L'EHS par le Dr David Dowson », sur electrosensible.org (consulté le 22 avril 2021).
11. ↑  Hubert Prolongeau, « Dans la forêt-refuge de Philippe Tribaudeau, premier « électrohypersensible » reconnu par la justice française », Le monde,‎ 30 mai 2024 (lire en ligne, consulté le 3 septembre 2024)
12. ↑  (en-US) Joseph Stromberg, « Refugees of the Modern World », Slate,‎ 12 avril 2013 (ISSN 1091-2339, lire en ligne, consulté le 3 septembre 2024)
13. ↑  (en-GB) « 'Wi-fi refugees' shelter in West Virginia mountains », BBC News,‎ 12 septembre 2011 (lire en ligne, consulté le 3 septembre 2024)
14. ↑  Audrey Garric, « Les électrosensibles à la recherche d’une terre vierge de toute onde », Le monde, no 30 août 2013,‎ 30 août 2013 (lire en ligne, consulté le 3 septembre 2024)
15. ↑  Audrey Garric, « Ces malades des ondes électromagnétiques, qui "survivent" », journal Le monde, no Edition du 2013-08-30,‎ 30 août 2013 (lire en ligne, consulté le 3 septembre 2024)
16. ↑  « Electrosensibilité aux ondes : définition, polémiques et astuces », sur MonPetitForfait (consulté le 8 décembre 2021)
17. 1 2  (en) Bergqvist U. Vogel E. Aringer L. Cunningham J. Gobba F. Leitgeb N. Miro L. Neubauer G. Ruppe I. Vecchia P. et Wadman C. (1997) « Possible health implications of subjective symptoms and electromagnetic fields » A report prepared by a European group of experts for the European Commission, DG V. (voir le rapport) [PDF].
18. ↑  Pierre Le Hir, « Electrosensibles : des symptômes réels qui restent inexpliqués », Le Monde,‎ 27 mars 2018 (lire en ligne, consulté le 9 janvier 2020).
19. ↑  Pierre Le Hir, « Electrosensibles : des symptômes réels qui restent inexpliqués », le Monde,‎ 27 mars 2018 (lire en ligne, consulté le 16 novembre 2019).
20. ↑   Sébastien Point, Electrohypersensibilité: qu'est-ce que l'effet de genre nous en apprend? Le Québec Sceptique, n°104, Printemps 2021
21. ↑   Sébastien Point, Advocacy for a cognitive approach to electrohypersentitivity syndrome, Skeptical Inquirer, Janvier 2020
22. ↑  « Électrosensibilité : L’Académie de médecine désapprouve le financement public de dispositifs “anti-ondes” ».
23. ↑  (en) Rubin G.J. et al. « Are some people sensitive to mobile phone signals ? Within participants double blind randomised provocation study » BMJ 2006;332:886 PMID 16520326 DOI 10.1136/bmj.38765.519850.55.
24. 1 2 3 4  « Électrophobie : les antennes rendent-elles malade ? », sur curiologie, 18 juillet 2016 (consulté le 5 août 2019).
25. ↑  Poumadère, M., & Perrin, A. (2011), Exposition socio-cognitive et évaluation des risques : le cas de la téléphonie mobile, Radioprotection, 46 (1) p. 59-73.
26. ↑  (en) James Rubin, J. Das Munshi et Simon Wessely, « Electromagnetic hypersensitivity : a systematic review of provocation studies », Psychosom Med, vol. 67, no 2,‎ mars et avril 2005, p. 224-32 (PMID 15784787).
27. ↑  (en) M. Röösli, « Electromagnetic hypersensitivity (EHS) and subjective health complaints associated with electromagnetic fields of mobile phone communication », Science of The Total Environment, vol. 349, nos 1-3,‎ octobre 2005, p. 45–55. (PMID 15975631, DOI 10.1016/j.scitotenv.2005.05.009).
28. ↑  (en) M. Röösli, « Radiofrequency electromagnetic field exposure and non-specific symptoms of ill health : a systematic review », Environ. Res., vol. 107, no 2,‎ juin 2008, p. 277–87. (PMID 18359015, DOI 10.1016/j.envres.2008.02.003).
29. ↑  Traduction libre de « The symptoms described by 'electromagnetic hypersensitivity' sufferers can be severe and are sometimes disabling. However, it has proved difficult to show under blind conditions that exposure to electromagnetic fields can trigger these symptoms. This suggests that 'electromagnetic hypersensitivity' is unrelated to the presence of electromagnetic fields, although more research into this phenomenon is required. ».
30. ↑  (en) « Electrosmog in the clear with scientists », The Guardian, 18 janvier 2007 (consulté le 29 mai 2008).
31. ↑  (en) N. Irvine, A. Johansson, N. Kalezic, E. Lyskov et M. Sandstrom, « Definition, epidemiology and management of electrical sensitivity », Report for the Radiation Protection Division of the UK Health Protection Agency, HPA-RPD-010,‎ avril 2005 (lire en ligne [archive du 6 mai 2007]).
32. ↑  ANSES, Hypersensibilité électromagnétique ou intolérance environnementale idiopathique attribuée aux champs électromagnétiques (avis de l'ANSES) (lire en ligne), P.6/16.
33. ↑  (en) « Rapport Bioinitiative »(Archive.org • Wikiwix • Archive.is • Google • Que faire ?) (consulté le 30 mars 2013), sur bioinitiative.org, publié le 31 août 2007 par le Bio-initiative Working Group, dont un résumé en français, de 25 pages, fait par le CRIIREM.
34. ↑  « http://web.jrc.ec.europa.eu/emf-net/participants.cfm#france »(Archive.org • Wikiwix • Archive.is • Google • Que faire ?) (consulté le 30 mars 2013).
35. ↑  Rapport de l'Afsset d'octobre 2009, pages 322 à 326. [PDF].
36. ↑  Position de l'Académie de médecine du 3 février 2009 [doc].
37. ↑  André Aurengo, « Réduire l’exposition aux ondes des antennes-relais n’est pas justifié scientifiquement », Bulletin de l'Académie Nationale de Médecine, vol. 193, no 9,‎ 2009, p. 2127-2130 (lire en ligne).
38. ↑  « Home », sur The BioInitiative Report (consulté le 15 juillet 2020).
39. ↑  (en) Bioelectromagnetics newsletter, mars/avril 2008, page 7 [PDF] traduction libre de « analysis by good theoretical physicists suggests that nothing is going to happen but the deposition of additional energy that, if sufficient, can elevate tissue temperature. But physicists don’t know everything so we turn to the biologists and find that an analysis of the biological database reveals no consistently reproducible (independent) LLNT effect after about 50 or 60 years of research. ».
40. ↑  « Le 5 mai 2014, communiqué de presse : "Electrosensibilité" », sur Académie nationale de médecine | Une institution dans son temps, 7 mai 2014 (consulté le 5 août 2019).
41. ↑  « Le rapport Bioinitiative ou l’apparence de sérieux scientifique » - AFIS.
42. ↑  (en) « Radiation risk from everyday devices assessed », sur www.eea.europa.eu, Agence européenne pour l'environnement, 17 septembre 2007.
43. ↑  « Signaux précoces et leçons tardives : le principe de précaution 1896–2000 », sur www.eea.europa.eu, Agence européenne pour l'environnement, 9 janvier 2002.
44. ↑  [PDF]Pr Dominique Belpomme, Le syndrome d'intolérance aux champs électromagnétiques (SICEM), ARTAC, Paris, 27 avril 2010, 7 pages, consulté le 18 octobre 2012.
45. ↑  « Est-ce bien conforme au code de déontologie ? », Science et pseudo-sciences, no 308, avril 2014, p. 52. lire en ligne.
46. ↑  « Electrohypersensibilité: le Pr Belpomme condamné à un an d'interdiction d'exercice en appel » , sur APM News, 16 février 2023
47. ↑  (en) Rubin GJ, Das Munshi J. et Wessely S. (2006) « A systematic review of treatments for electromagnetic hypersensitivity » Psychother Psychosom. 75(1):12-8. PMID 16361870.
48. ↑  (en) Irvine N. (2005) « Definition, epidemiology and management of electrical sensitivity. Report for the Radiation Protection Division of the UK Health Protection Agency » HPA-RPD-010.(voir l'article) [PDF].
49. ↑  Marc Zaffagni, « Metapapier, le papier peint qui bloque les ondes Wi-Fi et GSM », sur Futura (consulté le 24 novembre 2022)
50. ↑  « Bientôt un papier-peint anti-wifi? », sur LExpansion.com, 4 mai 2012 (consulté le 24 novembre 2022)
51. ↑  Rudolph Muller, « Massive revelation in iBurst tower battle », My broad band,‎ 14 janvier 2010 (lire en ligne, consulté le 31 décembre 2016).
52. ↑  Olle Johansson, « Electrohypersensitivity: a functional impairment due to an inaccessible environment », Reviews on Environmental Health, vol. 30, no 4,‎ 2015, p. 311–321 (ISSN 2191-0308, PMID 26613327, DOI 10.1515/reveh-2015-0018, lire en ligne, consulté le 25 juin 2021)
53. ↑  « Retour vers le futur, ou l’électrosensibilité et les champs électromagnétiques vus par le Monde Diplomatique / Afis Science - Association française pour l’information scientifique », sur Afis Science - Association française pour l’information scientifique (consulté le 15 juillet 2020).
54. ↑  « Ondes électromagnétiques et santé : quand les juristes se croient physiciens. », sur European Scientist, 2 mars 2018 (consulté le 15 juillet 2020).
55. ↑  « Electrosensibilité : un homme reconnu victime d'accident du travail », sur Les Echos, 10 octobre 2018 (consulté le 24 novembre 2022)
56. ↑  « Compteur Linky : « des sifflements dans ma tête », un électrosensible remporte son procès contre Enedis », sur SudOuest.fr, 27 décembre 2023 (consulté le 24 mai 2024)
57. ↑  « Linky, la justice et la science: un mélange électrique », sur imazpress.com, 3 août 2019 (consulté le 3 septembre 2024)
58. ↑  Megan Friedman, « What's Going on with Jimmy's Brother on Better Call Saul? », sur Esquire.com, 3 mars 2015 (consulté le 15 juillet 2020).
59. ↑  « Schproum, roman avorté et récit de mon mal », sur Actes Sud, octobre 2013
60. ↑  « Jean-Yves Cendrey : "Je suis électro hyper-sensible" », sur Radio France, 20 septembre 2013
61. ↑  « Jean-Yves Cendrey, l'écrivain électro-hypersensible », sur Le Nouvel Obs, 1er octobre 2013
62. ↑  « Jean-Yves Cendrey : témoignage d'un électrosensible », sur Allô docteurs – Le Magazine de la santé, 15 octobre 2013
63. ↑  Cath Clarke, « Electric Malady review – life under a blanket for man who fears 'electrosenstivity' », sur The Guardian, 1er mars 2023

### Etudes scientifiques
1. 1 2 3  (en) H-P Hutter et al., « Subjective symptoms, sleeping problems, and cognitive performance in subjects living near mobile phone base stations », Occupational and Environmental Medicine (en),‎ juin 2006 (DOI 10.1136/oem.2005.020784, lire en ligne).
2. ↑  (en) Dominique Belpomme et Philippe Irigaray, « Electrohypersensitivity as a Newly Identified and Characterized Neurologic Pathological Disorder: How to Diagnose, Treat, and Prevent It », International Journal of Molecular Sciences, vol. 21, no 6,‎ 11 mars 2020, p. 1915 (ISSN 1422-0067, PMID 32168876, PMCID PMC7139347, DOI 10.3390/ijms21061915, lire en ligne, consulté le 13 octobre 2020).
3. ↑  (en) William J. Rea, Yagin Pan, Ervin J. Fenyves, Iehiko Sujisawa, Hideo Suyama, Nasrola Samadi et Gerald H. Ross, « Electromagnetic Field Sensitivity », Journal of Bioelectricity, vol. 10, nos 1-2,‎ 1991 (DOI 10.3109/15368379109031410, lire en ligne).
4. 1 2 3  (en) Hillert L, Berglind N, Arnetz BB, Bellander T. (2002) « Prevalence of self-reported hypersensitivity to electric or magnetic fields in a population-based questionnaire survey » Scand J Work Environ Health (en) 28(1):33-41. PMID 11871850 DOI 10.5271/sjweh.644.
5. ↑  (en) Hillert L, Leitgeb N. et Meara J., « Working group report. In Hansson Mild K, Repacholi M, van Deventer E, Ravazzani P (editors). Electromagnetic Hypersensitivity. », Proceedings : International Workshop on EMF Hypersensitivity. Prague : WHO. pp. 15.,‎ 2006.
6. ↑  [PDF]Dr Christine Aschermann, Un malade présentant des altérations cutanées type brûlures, UMG GmbH, Bremen, Allemagne, 2011.
7. ↑  (en) Steven Nordin, Gregory Neely, David Olsson et Monica Sandström, « Odor and Noise Intolerance in Persons with Self-Reported Electromagnetic Hypersensitivity », Int. J. Environ. Res. Public Health (en),‎ 2014 (DOI 10.3390/IJERPH110908794, lire en ligne).
8. 1 2  Huang PC, Cheng MT et Guo HR, « Representative survey on idiopathic environmental intolerance attributed to electromagnetic fields in Taiwan and comparison with the international literature. » (Review), Environ Health, vol. 17, no 1,‎ 2018, p. 5 (PMID 29334987, PMCID 5769530, DOI 10.1186/s12940-018-0351-8).
9. ↑  van Dongen D, Smid T, Timmermans DRM, « Symptom attribution and risk perception in individuals with idiopathic environmental intolerance to electromagnetic fields and in the general population », Perspect Public Health, vol. 134, no 3,‎ 2014, p. 134:160–168 (PMID 23912159, DOI 10.1177/1757913913492931).
10. ↑  Baliatsas C, van Kamp I, Hooiveld M, Yzermans J, Lebret E, « Comparing non-specific physical symptoms in environmentally sensitive patients: prevalence, duration, functional status and illness behavior », J Psychosom Res, vol. 76, no 5,‎ 2014, p. 76:405–413 (PMID 24745783, DOI 10.1016/j.jpsychores.2014.02.008, lire en ligne).
11. 1 2  Lauff H, Wachenfeld A. Abschlussbericht, « Differenzierte Betrachtung der Nutzung und der Wahrnehmung des Mobilfunks », Bundesamt für Strahlenschutz (BFS),‎ 2014, BfS-RESFOR-88/14 (lire en ligne, consulté le 1er janvier 2016).
12. ↑  (en) Min Kyung Kwon, Sung Kean Kim et Jeong Mo Koo, « EHS subjects do not perceive RF EMF emitted from smart phones better than non-EHS subjects », Conference proceedings:... Annual International Conference of the IEEE Engineering in Medicine and Biology Society,‎ août 2012, p. 2190-3. (DOI 10.1109/EMBC.2012.6346396, lire en ligne).
13. ↑  (en) Sabine Regel, Sonja Negovetic, Martin Roosli, Veronica Berdinas, Jurgen Schuderer, Anke Huss, Urs Lott, Niels Kuster et Peter Achermann, « UMTS base station-like exposure, well-being, and cognitive performance », Environ Health Perspect, vol. 114, no 8,‎ août 2006, p. 1270–5 (lire en ligne).
14. ↑  (en) James Rubin, G. Hahn, B.S. Everitt, A.J. Clear et Simon Wessely, « Within-participants, double-blind, randomised provocation study », British Medical Journal, vol. 332,‎ 2006, p. 886–889 (lire en ligne).
15. ↑  (en) J. Wilen, A. Johansson, N. Kalezic, E. Lyskov et M. Sandstrom, « Psychophysiological tests and provocation of subjects with mobile phone related symptoms », Bioelectromagnetics, vol. 27, no 3,‎ avril 2006, p. 204–14 (lire en ligne).
16. ↑  (en) Cohen A, Carlo G, Davidson A, White M, Geoghan C, Goldsworthy A, Johansson O, Maisch D, O'Connor E., « Sensitivity to mobile phone base station signals », Environ Health Perspect., vol. 116, no 2,‎ 1er février 2008, A63-4 (PMID 18288297, DOI 10.1289/ehp.10870, lire en ligne).
17. 1 2 3  (en) Kent Chamberlin, Wayne Smith, Christopher Chirgwin et Seshank Appasani, « Analysis of the Charge Exchange Between the Human Body and Ground: Evaluation of “Earthing” From an Electrical Perspective », Journal of Chiropractic Medicine, vol. 13, no 4,‎ 1er décembre 2014, p. 239–246 (ISSN 1556-3707, PMID 25435837, PMCID PMC4241473, DOI 10.1016/j.jcm.2014.10.001, lire en ligne, consulté le 2 décembre 2020)
18. ↑  (en-US) N Leitgeb, J Schr??ttner et R Cech, « Perception of ELF Elecromagnetic Fields : excitation thresholds and inter-individual variability », Health Physics, vol. 92, no 6,‎ juin 2007, p. 591–595 (ISSN 0017-9078, DOI 10.1097/01.hp.0000243128.29337.aa, lire en ligne, consulté le 2 décembre 2020)
19. ↑  (en) Wang T, Hawkins LH & Rea WJ. (1994) « Effects of ELF magnetic fields on patients with chemical sensitivities » COST 244: Biomedical effects of electromagnetic fields, September 27-29; Graz, Austria. 123-132.
20. ↑  (en) Lyskov E, Sandstrom M. et Mild KH. (2001) « Provocation study of persons with perceived electrical hypersensitivity and controls using magnetic field exposure and recording of electrophysiological characteristics » Bioelectromagnetics, 22(7):457-62. PMID 11568930.
21. ↑  (en) Grundler W, Keilmann F, « Nonthermal effects of millimeter microwaves on yeast growth », Z Naturforsch C, vol. 33, nos 1-2,‎ 1978, p. 15-22. (PMID 149448) modifier.
22. ↑  (en) Anttila K, « Mycotoxins, fungus and 'electrohypersensitivity' », Med Hypotheses, vol. 55, no 3,‎ 2000, p. 208-14. (PMID 10985910, DOI 10.1054/mehy.1999.1045, résumé) modifier.